# سور (مجارستان)
سور (به مجاری:  Szűr) یک منطقهٔ مسکونی در مجارستان است که در ناحیه موهاچ واقع شده‌است.